# Дикирх
Дикирх (люкс. Dikrech, фр. и нем. Diekirch) — коммуна в Люксембурге, располагается в округе Дикирх. Коммуна Дикирх (Люксембург) является частью кантона Дикирх. В коммуне находится одноимённый населённый пункт.
Население составляет 6450 человек (на 2008 год), в коммуне располагаются 2100 домашних хозяйств. Занимает площадь 12,42 км² (по занимаемой площади 96 место из 116 коммун). Наивысшая точка коммуны над уровнем моря составляет 396 м. (62 место из 116 коммун), наименьшая 187 м. (23 место из 116 коммун).

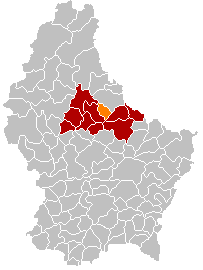
Оранжевый цвет — коммуна Дикирх (Люксембург), красный — кантон Дикирх.

## Промышленность
В Дикирхе располагается штаб-квартира строительного гиганта «Astron».

## Достопримечательности
- Замок Буршайд